# Naprzeciw ciemności
Naprzeciw ciemności (ang. Against the Dark) – film akcji z elementami horroru z 2009 roku.

## Fabuła
Akcja toczy się w niedalekiej przyszłości. Ludziom zagrażają polujące na nich wampiry. Mistrz Tao (Steven Seagal) dowodzi specjalnej grupie operacyjnej złożonej z byłych wojskowych, która podejmuje walkę z potworami. Grupa stara się uratować nieliczną grupę ocalałych ludzi, uwięzionych w opuszczonym szpitalu.

## Obsada
- Steven Seagal - Tao
- Tanoai Reed  - Tagart
- Jenna Harrison - Dorothy
- Danny Midwinter - Morgan
- Emma Catherwood - Amelia
- Stephen Hagan - Ricky
- Daniel Percival - Dylan
- Skye Bennett - Charlotte
- Linden Ashby - Cross
- Keith David -  Waters